# Shahghali
Shahghali, anche noto come Shah Ali o Shig Alei (in tataro: Şahğäli o Şäyex Ğäli); Surožik, 1505 – Kasimov, 1567), è stato khan del Khanato di Qasim e del Khanato di Kazan'.
Ha governato il Khanato di Qasim per gran parte della sua vita e ha cercato per tre volte di governare il Khanato di Kazan'. In quanto sovrano di Kasimov ricopriva il ruolo di capo di uno stato vassallo del Regno russo. Kazan' fu un khanato indipendente fino a quando la Russia lo conquistò durante la sua vita nel 1552. Era il figlio del khan di Qasim' Sheikh Auliyar (in carica dal 1512 al 1516) e nipote del sultano Bakhtiar, il quale era fratello di Akhmat Khan, (comandante dell'Orda d'Oro colui che perse la grande battaglia sul fiume Ugra venendo sconfitto dal Granducato di Mosca). Una delle sue due mogli fu Söyembikä di Kazan'. Morì senza avere figli nel 1567 e fu succeduto da Sain-Bulat. Viene descritto come fisicamente ripugnante e troppo grasso per essere un soldato, ma uomo di buon senso.

## Biografia
All'età di 11 anni salì al trono alla morte di suo padre. Ci sono poche informazioni su questo periodo. Quando si trasferì a Kazan', suo fratello Jan Ali divenne khan di Kasimov.
Tra il 1519 e il 1521, la famiglia di Ulugh Mohammad non aveva più nessun discendente; nacquero diverse questioni su chi dovesse governare, pensando anche di convocare al potere qualcuno del Khanato di Crimea: tuttavia, la Russia riuscì a imporre le sue decisioni, nominando il vassallo Shah Ali, che di questo rapporto feudale non andava fiero e non perdere occasione per mettersi in mostra con comportamenti violenti contro i suoi oppositori. Una delegazione si recò in Crimea e riportò Sahib I Giray (al potere dal 1521 al 25), fratello del khan di Crimea Mehmed I Giray. Questi fece il suo ingresso a Kazan' senza difficoltà e Shah Ali fu fatto prigioniero. Fu presto lasciato andare ed allontanato, ma per via delle poche risorse a disposizione ebbe difficoltà a farsi strada nel territorio russo, intenzionato a recarsi verso occidente.
Quando raggiunse la Russia, fu tenuto in grande considerazione per via della storia sull'esilio e a suo fratello Jan Ali fu confermata la legittimità a governare su Kasimov. Sigismund von Herberstein lo incontrò nel 1526. Nel 1533 fu accusato di intrighi compiuti a Kazan' ed esiliato a Belozersk, dove rimase fino al 1535.
Non si sa molto di quel che gli accadde dal 1537 al 1545. Nel 1546, la Russia sconfisse la città di Kazan', senza però riuscire a catturare il khan Safa Girai che fuggì. Ad amministrare Kazan' fu nominato Shah Ali come khan, giunto in quel luogo poco dopo e seguito da 3 000 soldati di Kasimov e diversi principi russi. Nel giro di poche settimane, i suoi uomini più fidati furono assassinati ed egli finì per diventare prigioniero del suo stesso palazzo, sebbene non avvenne alcun tentativo di detronizzarlo: ciò non vuol dire però che la popolazione non avesse preferito al suo posto Sahib Giray. Era chiaro come si intendesse evitare che, forte delle sue truppe, Shahghali potesse imporre il pugno di ferro. Dopo alcune settimane tenne un banchetto, fece ubriacare tutti e riuscì a scappare dal palazzo prima che qualcuno sapesse che se n'era andato. L'uomo che lo aiutò a fuggire fu poi giustiziato.
Dopo aver fatto ritorno a Kasimov, tra il 1547 e il 1551 fu coinvolto in numerosi attacchi a Kazan'. La città capitolò nell'estate del 1551: il 6 agosto del medesimo anno il delegato Aleksej Adašev, su consenso di Ivan IV, informò che Shah Ali era stato nominato nuovo khan di Kazan'. La vedova del precedente khan Söyembikä e suo figlio furono consegnati a Mosca e furono rilasciati migliaia di prigionieri russi. Il popolo non gradì le operazioni militari messe in atto da Shah Ali, percepite alla stregua di una conquista operata da un popolo straniero: altrettanto sgradito risultava di conseguenza il rapporto di vassallaggio che legava la Russia al nuovo leader, lungi dal poter considerare Kazan' un khanato indipendente. Shahghali uccise circa 3.000 suoi oppositori, compromettendo ancor di più la già fragile situazione politica. La Russia inviò un ambasciatore che suggerì di far giungere truppe russe per ripristinare l'ordine, ma Shahghali rifiutò di cedere la città "ai non credenti". Una seconda delegazione fu più drastica e chiese la sua rinuncia alla carica. Rifiutando, Shahghali fuggì dalla città per la terza volta alla volta di Kasimov.
Prese in seguito parte alla conquista russa finale di Kazan' nel 1552. Ricevette la visita del cartografo e viaggiatore britannico Anthony Jenkinson nel 1558.
Nel 1559 partecipò alla prima guerra del Nord in Livonia come comandante dell'avanguardia russa (assai variegata a livello etnico) e assediò sia Narva che Pärnu.
Nel 1562 difese Polack e nel 1564-1565 difese Velikie Luki al confine russo con l'Unione polacco-lituana. Morì senza avere figli nel 1567.